# Dietrich Hrabak
Dietrich Adolf „Dieter“ Hrabak (19. prosince 1914, Großdeuben – 15. září 1995, Pfaffenhofen u Fürstenfeldbrucku) byl německý stíhací pilot a letecké eso druhé světové války se 125 potvrzenými sestřely. Z celkového počtu dosáhl 109 sestřelů nad východní frontou a 16 proti západním Spojencům. Patřil k nejlepším, ale také k nejuznávanějším a nejoblíbenějším velitelům stíhacích jednotek Luftwaffe. Po druhé světové válce sloužil v obnovené západoněmecké Luftwaffe, kde dosáhl hodnosti generálmajor.

## Životopis
Dietrich Hrabak se narodil 19. prosince 1914 v Großdeubenu (část města Böhlen) nedaleko Lipska v rodině zednického mistra. Po absolvování středoškolského vzdělání vstoupil v roce 1934 do Reichsmarine (říšského námořnictva). V listopadu 1935 přestoupil k Luftwaffe, kde absolvoval pilotní výcvik. Později sám přiznal, že při výcviku rozbil nebo poškodil různá letadla, např. Heinkel He 51, Messerschmitt Bf 109d. 1. dubna 1936 byl Hrabak povýšen do hodnosti Leutnant.
Po působení u několika jednotek se 1. ledna 1939 stal velitelem I./JG 76 (později IV./JG 54). První bojové nasazení absolvoval během polského tažení, přičemž už 3. září 1939 byl sestřelen, musel nouzově přistát, ale zajetí unikl. Prvního vzdušného vítězství dosáhl 13. května 1940 během německého tažení na západ, kdy sestřelil francouzský dvoumotorový průzkumný letoun Potez 630. Do konce bitvy o Francii dosáhl ještě dalších pět sestřelů. Během bitvy o Británii působil od 1. srpna 1940 jako velitel II./JG 54 a dosáhl deseti sestřelů proti stíhačům Royal Air force (RAF). Dvakrát bylo jeho letadlo nad Anglií zasaženo do motoru, ale dokázal s ním doletět zpět do Francie. V říjnu 1940 vyznamenal Hermann Göring osobně Hrabaka Rytířským křížem Železného kříže.
V dubnu 1941 se Hrabak účastnil balkánského tažení, přičemž létal jako přímá podpora německých jednotek, které postupovaly do Řecka. 22. června 1941 začalo nacistické Německo s útokem na Sovětský svaz. Hrabak působil na východní frontě od začátku bojů. Zpočátku létal na severní části fronty a nad Leningradem. Do 30. července 1941 dosáhl 24 vzdušných vítězství. K 5. březnu 1942 měl na kontě 30 sestřelů, 30. května toho roku dosáhl 50. vzdušného vítězství a již 22. srpna měl na kontě celkem 60 sestřelů. 1. listopadu 1942 převzal velení JG 52. Hrabak vykonával další bojové lety navzdory většímu zaneprázdnění velitelskými úkoly, přičemž 21. dubna 1943 dosáhl 80. vzdušného vítězství a 2. srpna si připsal 100. sestřel. V listopadu 1943 získal za své úspěchy ke rytířskému kříži dubovou ratolest. K 2. září 1944 dosáhla JG 52 pod Hrabakovým velením více než 10 000 sestřelů, čímž se stala nejúspěšnější stíhací leteckou jednotkou Luftwaffe.
Posledního – 125. vzdušného vítězství Hrabak dosáhl 20. září 1944. 1. října 1944 se opět vrátil jako velitel k JG 54, u níž zůstal až do konce války. Během druhé světové války uskutečnil celkem 1000 bojových letů. Jeho největším přínosem pro Luftwaffe nebyl rekord v počtu sestřelů, ale jeho velení, taktické a vůdčí kvality, díky nimž se stal oblíbeným u mužů pod jeho velením. Mladým pilotům vštěpoval zásadu „Létej hlavou, ne svaly“ a měl velký podíl na tom, že se mnozí z nich stali předními německými leteckými esy. Mladým pilotům také zdůrazňoval, že pokud při bojovém letu získají vítězství, ale vrátí se bez svého „čísla“, vzdušný boj prohráli. Z protivníků považoval za nejlepší stíhací piloty příslušníky RAF, přičemž vysoce hodnotil letadla Spitfire. O letadle Il-2 se vyjádřil, že neviděl žádné jiné letadlo, které by se udrželo ve vzduchu po takovém ostřelování. Z období druhé světové války byl pro něj nejhorším zážitkem Stalingrad a hlavně osud německých vojáků, kteří zůstali v obležení. Sice nad nimi létal, ale nemohl jim pomoci.
V květnu 1945 se dostal do britského zajetí, ze kterého byl propuštěn v březnu 1946. Následně v období od dubna do září 1946 se rekvalifikoval v zednickém řemesle a později až do roku 1949 pracoval jako zplnomocněnec ve strojírenské továrně v Sieburgu. V letech 1949 až 1953 působil jako vedoucí oddělení v chemické společnosti v Hamburku.
V roce 1956 Hrabak vstoupil do západoněmecké Luftwaffe a od 1. července velel pilotní škole B ve Fürstenfeldbrucku. V této funkci zůstal do konce února 1961. 1. března 1961 se Hrabak stal velitelem 2. Luftwaffen-Ausbildungs-Brigade (2. výcvikové brigády vzdušných sil) ve Fürstenfeldbrucku, které velel do října 1962.
Od listopadu 1962 do září 1964 odpovídal za protivzdušnou obranu severního Německa a Holandska. Od října 1964 působil jako náčelník protivzdušné obrany střední Evropy ve Fontainebleau ve Francii. Dne 16. prosince 1965 byl Hrabak jmenován velitelem 4. Luftwaffen-Division (4. divize vzdušných sil) v Aurichu. V této funkci působil jen krátce, už v lednu 1966 se stal zvláštním zástupcem programu stíhacích letadel Lockheed F-104 Starfighter na Spolkovém ministerstvu obrany v Bonnu. Po skončení tohoto projektu se Hrabak stal 1. října 1966 Hrabak zástupcem pro zbraňové systémy vzdušných sil, jehož povinnosti vykonával i na ministerstvu obrany. 1. března 1970 byl jmenován do funkce generála bojových jednotek vzdušných sil v kanceláři vzdušných sil v Kolíně nad Rýnem. Do důchodu odešel 30. září 1970. Dietrich Hrabak zemřel 15. září 1995 ve Pfaffenhofenu ve věku 80 let.

## Vyznamenání
- Ehrenpokal der Luftwaffe (28. září 1940)[5]
- Železný kříž (1939)  II. třídy (15. září 1939) &  I. třídy (28. května 1940)[6]
- Německý kříž ve zlatě, 10. července 1944 jako Oberstleutnant Jagdgeschwader 52[7]
- Rytířský kříž Železného kříže s dubovou ratolestí
  -  Rytířský kříž – 21. října 1940 v hodnosti Hauptmann a Gruppenkommandeur II./Jagdgeschwader 54[8][9]
  -  Dubové ratolesti – 25. listopadu 1943 v hodnosti Oberstleutnant a Geschwaderkommodore Jagdgeschwader 52, jako 337. nositel[8][10]
- Manžetová páska Kréta
- Medaile za východní frontu 1941/1942
- Zlatá frontová letecká spona